# Vít z Namuru
Vít z Namuru (nizozemsky Gwijde van Namen, francouzsky Gui de Namur, 1270? – 13. října 1311, Pavie) byl hrabě ze Zeelandu a aktivní účastník nepokojů ve Flandrech a války s francouzským králem.

## Život

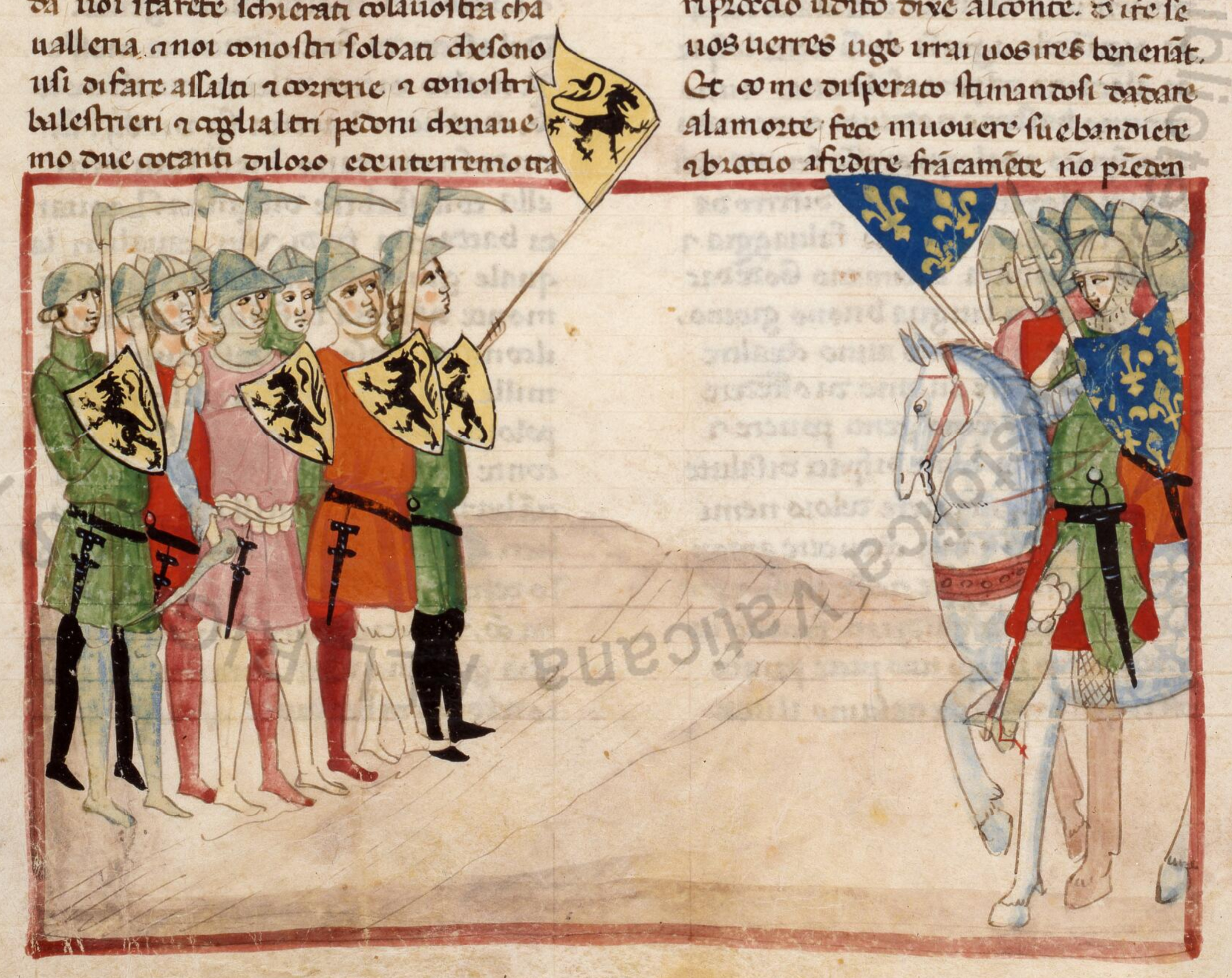
Vlámové s goedendagy v bitvě u Courtrai

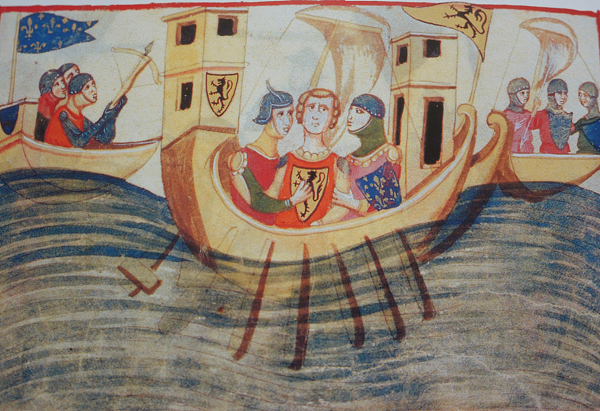
Vít v zajetí v bitvě u Zierikzee

Narodil se jako nejmladší ze tří synů flanderského hraběte Víta z Dampierre a jeho druhé choti Isabely, dcery Jindřicha V. Lucemburského. Jeho otec byl celý život poslušným vazalem francouzských králů a to až do roku 1294, kdy podpisem sňatkové dohody s anglickým králem změnil osud celé rodiny a hrabství.
Následovala bitva u Furnes, kde byli Dampierrové poraženi, pak tříleté příměří a nakonec se starý hrabě ocitl v nepřízni mocných sám a opuštěný. Vzdal se vlády ve prospěch nejstaršího syna a v létě roku 1300 se oba opět ocitli ve vězení francouzského krále Filipa IV. Ve Flandrech vládli Filipovi zmocněnci a bohatá města navázala spojení s dosud svobodnými syny starého hraběte – Vítem a Janem, kteří povolali na pomoc synovce Viléma z Jülichu.
Po krvavém povstání v Bruggách poslal Filip IV. do Flander trestnou výpravu. Ta se střetla s vlámskou domobranou v bitvě u Courtrai. Vít se o velení podělil se svým synovcem Vilémem z Jülichu a Janem z Renesse. Stejně jako měšťané bojovali pěšmo s goedendagy a Francouzi utrpěli drtivou porážku. Vilém z Jülichu chtěl pokračovat ve válce, kdežto Vít s bratrem Janem se pokoušeli o smír. Nabídli francouzskému králi, že vykonají pouť na Kypr a u Courtrai založí klášter s dvaceti jeptiškami, jež se budou modlit za mrtvé francouzské rytíře. Válka s drobnými přestávkami pokračovala dál.
11. srpna 1304 Vít prohrál s Francouzi námořní bitvu u Zierikzee a skončil v okovech. Nemohl se tak zúčastnit bitvy u Mons-en-Pévèle, kde Vlámové prohráli. Na svobodu se dostal o rok později na základě smlouvy z Athis-sur-Orge a musel se vzdát svého nároku na Zeeland.
11. května 1308 v Nivelles uzavřel obranný spolek se svými sousedy Jindřichem Lucemburským, Janem Brabantským a Vilémem Henegavským, v němž pánové mimo jiné podepsali dohodu o tom, že pokud některý z nich získá korunu římského krále, potvrdí ostatním jejich léna. Římským králem se stal Vítův bratranec Jindřich Lucemburský a právě na jeho dvoře se byl Vít společně s bratrem Robertem častým hostem. Roku 1309 se stal členem Jindřichova poselstva, které mělo požádat papeže v Avignonu o souhlas s císařskou korunovaci. Mise byla úspěšná. Poté se vydal s Jindřichem VII. na římskou jízdu. Na jaře 1311 se oženil s Markétou, dcerou lotrinského vévody Theobalda II. Zemřel půl roku poté ve vojenském ležení před Pavií na morovou epidemii.